# 富士山之戀
《富士山之戀》（日语：富士山の恋），是一個1953年於香港公演的粵劇劇目，及1954年上映的同名衍生粵劇電影，由唐滌生編撰，任劍輝、白雪仙等主演。

## 故事大綱
赴日男子張秋舫（任劍輝飾）與日本少女淑子（白雪仙飾）相戀。但淑子父親要求她下嫁恩人太郎。秋舫無奈從日本回國，並遵從父命與表妹訂婚。後秋舫再與表妹赴日本，秋舫重遇淑子，舊情復熾，太郎及秋舫表妹被他們的真情打動，甘願退出，成全了他們一對有情人。

## 原創性爭議
有說劇本改編自1945年英國電影《殘月離魂記》（Madonna of the Seven Moons） 。據賴伯疆、賴宇翔，此說本出於余慕雲，但後來亦有學者比較兩者，認為原創成份較高。

## 粵劇劇目
本片是任劍輝、白雪仙、陳錦棠、梁醒波等名伶組成之「鴻運劇團」的開山劇目，第一屆的日戲。配合劇情，穿和服演出及採用日本曲調:486，頗具特色。據《白雪仙自傳》，本劇與《花都綺夢》為「鴻運劇團」最賣座的兩大戲寶，均以外國為背景。

### 公演日期
較多引用的說法為1953年8月初起於普慶戲院公演。但據劉國玲、曾影靖整理任劍輝資料，本劇是1954年1月公演於新舞台戲院，而1953年8月至9月期間任白等人仍屬「金鳳屏劇團」，並在普慶戲院演出其他劇目，此說與電影版上映時間有所矛盾。

### 場次與曲目
- 《點點櫻花》：主題曲，寄調《荒城之月》、《昭君怨》。[11]
- 《身比浮萍在愛河》：陳錦棠唱段，寄調小曲《錦城春》、《二王下句》、新編小曲《斷腸歌》。[12]

## 粵劇電影版
黑白時裝粵劇電影，由莫康時執導，1954年1月1日首映，是「鴻運劇團」班底所組成的「鴻運公司」出品的創業作。本片於日本實地取景拍攝:177，據邱淑婷（香港中文大學日本研究學系副教授）考證，是首部於日本取景的港產電影:100。

### 演員表
| 演員   | 角色       | 簡介/備註            |
| ------ | ---------- | -------------------- |
| 任劍輝 | 張秋舫     | 中國青年             |
| 白雪仙 | 淑子/ 福子 | 日本少女             |
| 陳錦棠 | 柳永二郎   | 有表演東洋劍術的場面 |
| 梁醒波 |            | 有表演東洋劍術的場面 |
| 鳳凰女 |            |                      |
| 任冰兒 |            |                      |
| 張醒非 |            |                      |
| 黃楚山 |            |                      |
| 陳好逑 |            |                      |
| 梁淑卿 |            |                      |
| 李學優 |            |                      |
| 唐佳   | 臨時演員   |                      |

## 引入外國元素
《富士山之戀》是唐滌生筆下四部被認為是改編自西方戲劇的時裝劇目之一。:462
而當時香港觀眾因以下原因注意日本元素，令電影界出現引入日本元素的潮流：
- 《羅生門》等得獎日本電影賣座。[18][17]:203
- 國語片的海外市場及資金因素，令製作人熱衷引入日本元素[18]，此間接使香港觀眾及其他類型作品的製作人更注意日本元素。

同年另一部日本題材的粵劇是馬師曾、紅線女的《蝴蝶夫人》，改編自西方劇作《蝴蝶夫人》。

## 備註
1. ↑  當時的宣傳廣告是使用日文名稱，而非中文。
2. 1 2  「柳永二郎」疑即其他資料來源所寫的「太郎」，不知何者正確。柳永二郎是當時一位日本演員之名。

## 外部連結
- 香港影庫上《富士山之戀》的資料（繁體中文）
- 豆瓣电影上《富士山之戀》的資料 （简体中文）